# Nati nel 1988/Giugno
| Questa pagina contiene informazioni ricavate automaticamente dalle voci biografiche con l'ausilio del template Bio e di un bot. L'aggiornamento è periodico e automatico e ricostruisce completamente la pagina. Se manca una persona in questa lista, sei pregato di non aggiungerla, ma accertati piuttosto che la sua voce biografica contenga il template Bio e che i dati anagrafici siano correttamente compilati. Se il template Bio manca, inseriscilo tu stesso o, in alternativa, metti l'avviso {{tmp\|Bio}} che ne segnala la mancanza. Se i dati riportati sono sbagliati, correggi direttamente la voce biografica; le modifiche saranno visibili in questa lista entro pochi giorni. Per chiarimenti vedi il progetto biografie. La lista contiene solo le 513 persone che sono citate nell'enciclopedia e per le quali è stato implementato correttamente il template Bio. Pagina aggiornata al 10 ago 2025. |

- 1º giugno - Nelsa Alves, modella angolana
- 1º giugno - Christine and the Queens, cantautore e pianista francese
- 1º giugno - Sacha Clémence, ex calciatore francese
- 1º giugno - Michal Ďuriš, calciatore slovacco
- 1º giugno - Domagoj Duvnjak, pallamanista croato
- 1º giugno - Leandro Garcia Pereira, ex giocatore di calcio a 5 brasiliano
- 1º giugno - Christoph Gross, ex giocatore di football americano austriaco
- 1º giugno - Javier Hernández, calciatore messicano
- 1º giugno - Jean Carioca, ex calciatore brasiliano
- 1º giugno - Bela Khotenashvili, scacchista georgiana
- 1º giugno - Simon Larsen, ex calciatore norvegese
- 1º giugno - Romain Maitre, pilota motociclistico francese
- 1º giugno - Mancuso, giocatore di calcio a 5 brasiliano
- 1º giugno - Jamie Mole, ex calciatore inglese
- 1º giugno - David Myrie, ex calciatore costaricano
- 1º giugno - Natalie Rooney, tiratrice a volo neozelandese
- 1º giugno - Nami Tamaki, cantante pop giapponese
- 1º giugno - Mychel Thompson, ex cestista e allenatore di pallacanestro statunitense
- 1º giugno - João Vitor Lima Gomes, ex calciatore brasiliano
- 1º giugno - Alexis Vuillermoz, ex ciclista su strada e ex mountain biker francese
- 2 giugno - Mustafa Abdul-Hamid, ex cestista statunitense
- 2 giugno - Sergio Agüero, ex calciatore argentino
- 2 giugno - Mister Alexander, giocatore di football americano statunitense
- 2 giugno - Taïna Barioz, ex sciatrice alpina francese
- 2 giugno - Patrik Berglund, hockeista su ghiaccio svedese
- 2 giugno - Vasil Božikov, ex calciatore bulgaro
- 2 giugno - Luciano De Cecco, pallavolista argentino
- 2 giugno - Chico, ex calciatore portoghese
- 2 giugno - Takashi Inui, calciatore giapponese
- 2 giugno - Lee Seung-gi, calciatore sudcoreano
- 2 giugno - Awkwafina, attrice, comica e rapper statunitense
- 2 giugno - Abigail Mac, attrice pornografica e regista statunitense
- 2 giugno - Amber Marshall, attrice canadese
- 2 giugno - Jacopo Massari, pallavolista italiano
- 2 giugno - Andreea Mogoș, schermitrice italiana
- 2 giugno - Dušan Nulíček, calciatore ceco
- 2 giugno - Kendel Ross, ex cestista canadese
- 2 giugno - Aris Zarifović, calciatore sloveno
- 3 giugno - Rafael Burgos, calciatore salvadoregno
- 3 giugno - Patrick Christopher, ex cestista statunitense
- 3 giugno - Dave East, rapper e attore statunitense
- 3 giugno - Najib El Allouchi, ex giocatore di calcio a 5 olandese
- 3 giugno - Brendan Gan, calciatore malaysiano
- 3 giugno - Jackson Henrique Gonçalves Pereira, ex calciatore brasiliano
- 3 giugno - Benoît Mangin, cestista francese
- 3 giugno - Rihairo Meulens, ex calciatore olandese
- 3 giugno - Rafael Ferreira de Souza, cestista brasiliano
- 3 giugno - Shōhei Miura, attore e modello giapponese
- 3 giugno - Nodar Məmmədov, calciatore azero
- 3 giugno - Trine Schmidt, ex ciclista su strada e pistard danese
- 3 giugno - Nassim Lyes, attore francese
- 3 giugno - Tássia Silva, pallavolista brasiliana
- 3 giugno - Marija Stadnyk, lottatrice ucraina
- 3 giugno - Tomo Yanagishita, attore giapponese
- 3 giugno - Ali Jamal Zaghab, ex cestista giordano
- 3 giugno - Luca Zara, rugbista a 15 italiano
- 3 giugno - Rafael de Souza Novaes, giocatore di calcio a 5 brasiliano
- 4 giugno - Kristina Benić, ex cestista croata
- 4 giugno - Tjaronn Chery, calciatore olandese
- 4 giugno - Juan Cuevas, calciatore argentino
- 4 giugno - Jemma Dallender, attrice inglese
- 4 giugno - Stanislaŭ Drahun, ex calciatore bielorusso
- 4 giugno - Jesper Modin, ex fondista svedese
- 4 giugno - Ryōta Nagaki, calciatore giapponese
- 4 giugno - Lucas Pratto, calciatore argentino
- 4 giugno - Elia Violi, ex rugbista a 15 italiano
- 4 giugno - Jordan White, giocatore di football americano statunitense
- 4 giugno - Gerard Williams, calciatore nevisiano
- 5 giugno - Filippo Baggio, ex ciclista su strada italiano
- 5 giugno - Austin Daye, cestista statunitense
- 5 giugno - Kaspars Ikstens, calciatore lettone
- 5 giugno - Miroljub Kostić, ex calciatore serbo
- 5 giugno - Ihor Lytovka, calciatore ucraino
- 5 giugno - Sjarhej Macvejčyk, calciatore bielorusso
- 5 giugno - Kitty van Male, hockeista su prato olandese
- 5 giugno - Ryan Mallett, giocatore di football americano statunitense († 2023)
- 5 giugno - Dan Nistor, calciatore rumeno
- 5 giugno - Terrence Roderick, cestista statunitense
- 5 giugno - Gary Russell Jr., pugile statunitense
- 5 giugno - Alessandro Salvi, calciatore italiano
- 5 giugno - Matteo Scozzarella, calciatore italiano
- 5 giugno - Nora Subschinski, tuffatrice tedesca
- 5 giugno - Polly Swann, canottiera britannica
- 6 giugno - Marija Alëchina, cantante e attivista russa
- 6 giugno - Sergej Bol'šakov, nuotatore russo
- 6 giugno - Ryan Brathwaite, ostacolista barbadiano
- 6 giugno - Andrei Cordoș, ex calciatore rumeno
- 6 giugno - Israel Dagg, ex rugbista a 15 neozelandese
- 6 giugno - Teerasil Dangda, calciatore thailandese
- 6 giugno - Guillermo Durán, tennista argentino
- 6 giugno - Jon Errasti, ex calciatore spagnolo
- 6 giugno - Arianna Errigo, schermitrice italiana
- 6 giugno - Gyula Forró, calciatore ungherese
- 6 giugno - Gideon Glick, attore statunitense
- 6 giugno - Marie Gluesenkamp Perez, politica statunitense
- 6 giugno - Haley Irwin, hockeista su ghiaccio canadese
- 6 giugno - Jelen Ixoée, calciatore francese
- 6 giugno - Dominique Victor Jones, cestista statunitense
- 6 giugno - Lorenz Kienzle, hockeista su ghiaccio svizzero
- 6 giugno - Gianluca Litteri, calciatore italiano
- 6 giugno - Liu Xiangrong, pesista cinese
- 6 giugno - Anthony Pilkington, ex calciatore irlandese
- 6 giugno - Dani Rodríguez, calciatore spagnolo
- 6 giugno - Rodger Saffold, giocatore di football americano statunitense
- 6 giugno - Sandro Schärer, arbitro di calcio svizzero
- 6 giugno - Raphael Wolf, ex calciatore tedesco
- 6 giugno - Jan Zawada, calciatore ceco
- 7 giugno - Tobias Arwidson, biatleta svedese
- 7 giugno - Michael Cera, attore canadese
- 7 giugno - Arsène Copa, calciatore gabonese
- 7 giugno - Leonardo Ferreira, calciatore brasiliano
- 7 giugno - Milan Lucic, hockeista su ghiaccio canadese
- 7 giugno - Ekaterina Makarova, ex tennista russa
- 7 giugno - Marlos, ex calciatore brasiliano
- 7 giugno - Yann Marti, tennista svizzero
- 7 giugno - Andrew Nally, pallavolista statunitense
- 7 giugno - Sergej Petrosjan, sollevatore russo († 2017)
- 7 giugno - Pranas Skurdauskas, ex cestista lituano
- 8 giugno - Sebastián Ayala, attore e regista teatrale cileno
- 8 giugno - Osmar Ibáñez, calciatore spagnolo
- 8 giugno - Lisa Brennauer, ex ciclista su strada e pistard tedesca
- 8 giugno - Begüm Dalgalar, ex cestista turca
- 8 giugno - Alice Dwyer, attrice tedesca
- 8 giugno - Constantin Grecu, ex calciatore rumeno
- 8 giugno - Kamil Grosicki, calciatore polacco
- 8 giugno - Fabien Jérôme, calciatore francese
- 8 giugno - Roo Panes, cantautore inglese
- 8 giugno - Raynor Parkinson, rugbista a 15 sudafricano
- 8 giugno - Corey Peters, giocatore di football americano statunitense
- 8 giugno - Samy Picard, ex cestista lussemburghese
- 8 giugno - Jander Ribeiro Santana, calciatore brasiliano
- 8 giugno - Elena Tonetta, arciera italiana
- 9 giugno - Roberto Aguire, attore e produttore cinematografico messicano
- 9 giugno - Eran Asante, ex cestista israeliano
- 9 giugno - Vincent Banic, attore e modello belga
- 9 giugno - Jason Demers, hockeista su ghiaccio canadese
- 9 giugno - Robert Fairchild, danzatore, attore e cantante statunitense
- 9 giugno - Dino Fetscher, attore gallese
- 9 giugno - Sara Isaković, ex nuotatrice slovena
- 9 giugno - Joe Kelly, giocatore di baseball statunitense
- 9 giugno - Adriatik Lapaj, politico, avvocato e attivista albanese
- 9 giugno - Miguel López, calciatore argentino
- 9 giugno - Bawaka Mabele, calciatore della Repubblica Democratica del Congo
- 9 giugno - Tigran Gevorg Martirosyan, sollevatore armeno
- 9 giugno - Douglas Nicolodi, giocatore di calcio a 5 brasiliano
- 9 giugno - Kiril Nikolovski, cestista macedone
- 9 giugno - Sōkratīs Papastathopoulos, ex calciatore greco
- 9 giugno - Marina Romoli, ex ciclista su strada e pistard italiana
- 9 giugno - Alvin Singh, calciatore figiano
- 9 giugno - D'Anthony Smith, giocatore di football americano statunitense
- 9 giugno - Martin Steuble, ex calciatore svizzero
- 9 giugno - Ryan Thompson, ex cestista statunitense
- 9 giugno - Mae Whitman, attrice e doppiatrice statunitense
- 10 giugno - Ahmed Mohammed Al Mahri, calciatore emiratino
- 10 giugno - Jonatas Belusso, calciatore brasiliano
- 10 giugno - Jair Eduardo Britto da Silva, ex calciatore brasiliano
- 10 giugno - Amadea Duraković, pallavolista serba
- 10 giugno - Nadjim Haroun, calciatore belga
- 10 giugno - Jack Hermansson, artista marziale misto svedese
- 10 giugno - João Filipe, ex calciatore brasiliano
- 10 giugno - Monika Lewczuk, cantante polacca
- 10 giugno - Rocío Muñoz Morales, attrice, conduttrice televisiva e modella spagnola
- 10 giugno - Shilton Paul, calciatore indiano
- 10 giugno - Emily Regan, canottiera statunitense
- 10 giugno - Gleb Sakharov, tennista francese
- 10 giugno - Patrick Salomon, ex calciatore austriaco
- 10 giugno - Jeff Teague, ex cestista statunitense
- 10 giugno - Jagoš Vuković, ex calciatore serbo
- 10 giugno - Mauro Zanetti, ex hockeista su ghiaccio svizzero
- 11 giugno - Kamil' Agalarov, ex calciatore russo
- 11 giugno - Abdulaziz Al Sulaiti, calciatore qatariota
- 11 giugno - Faisal Al-Enezi, calciatore kuwaitiano
- 11 giugno - Yui Aragaki, attrice, modella e cantante giapponese
- 11 giugno - Alessandro Berdini, preparatore atletico e ex velocista italiano
- 11 giugno - Weyes Blood, cantautrice statunitense
- 11 giugno - Guido Di Vanni, calciatore argentino
- 11 giugno - Jesús Fernández Collado, calciatore spagnolo
- 11 giugno - Brock Holt, giocatore di baseball statunitense
- 11 giugno - Claire Holt, attrice e modella australiana
- 11 giugno - Ayako Kimura, ostacolista giapponese
- 11 giugno - Ritchie Kitoko, ex calciatore congolese (Repubblica Democratica del Congo)
- 11 giugno - Michał Płotka, ex calciatore polacco
- 11 giugno - Goṙ Poġosyan, calciatore armeno
- 11 giugno - Hikaru Shida, wrestler e attrice giapponese
- 11 giugno - Güray Vural, calciatore turco
- 11 giugno - Gervais Waye-Hive, calciatore seychellese
- 11 giugno - Zhou Jianchao, scacchista cinese
- 12 giugno - Armiche Ortega, calciatore spagnolo
- 12 giugno - Artūrs Bērziņš, allenatore di pallacanestro e ex cestista lettone
- 12 giugno - Giorgia Casagrande, giocatrice di curling italiana
- 12 giugno - Eren Derdiyok, allenatore di calcio e ex calciatore svizzero
- 12 giugno - Víctor Díaz Miguel, ex calciatore spagnolo
- 12 giugno - Hérold Goulon, calciatore francese
- 12 giugno - Cody Horn, attrice e modella statunitense
- 12 giugno - Steeve Ho You Fat, ex cestista francese
- 12 giugno - Mauricio Isla, calciatore cileno
- 12 giugno - Jeron Johnson, giocatore di football americano statunitense
- 12 giugno - Matthias Lepiller, ex calciatore e allenatore di calcio francese
- 12 giugno - Émmeline Mainguy, calciatrice francese
- 12 giugno - Pavel Marinov, cestista bulgaro
- 12 giugno - Balázs Németh, pilota motociclistico ungherese
- 12 giugno - Ádám Pintér, ex calciatore ungherese
- 12 giugno - Orathai Srimanee, calciatrice e giocatrice di calcio a 5 thailandese
- 12 giugno - Romain Thomas, calciatore francese
- 12 giugno - Kalash, cantante e rapper francese
- 13 giugno - Kim André Brandtzæg, ex giocatore di calcio a 5 e calciatore norvegese
- 13 giugno - Édouard Butin, ex calciatore francese
- 13 giugno - Gabe Carimi, ex giocatore di football americano statunitense
- 13 giugno - Tracey Hannah, mountain biker australiana
- 13 giugno - Filip Hlohovský, calciatore slovacco
- 13 giugno - Jacob Larsen, canottiere danese
- 13 giugno - Ryōtarō Nakano, ex calciatore giapponese
- 13 giugno - Kerttu Niskanen, fondista finlandese
- 13 giugno - Reece Noi, attore britannico
- 13 giugno - Bianca Pascu, schermitrice rumena
- 13 giugno - Carolina Pini, ex calciatrice italiana
- 13 giugno - Roberto Soares Anghinetti, ex calciatore brasiliano
- 13 giugno - Andrej Vasjanovič, calciatore russo
- 13 giugno - Cody Walker, attore statunitense
- 14 giugno - Anthony Ampaipitakwong, ex calciatore statunitense
- 14 giugno - Paulo Luiz Beraldo Santos, calciatore brasiliano
- 14 giugno - Richie Dorman, ex calciatore gallese
- 14 giugno - Victoire Du Bois, attrice francese
- 14 giugno - Gadeia, giocatore di calcio a 5 brasiliano
- 14 giugno - Kara Killmer, attrice statunitense
- 14 giugno - Martín Landajo, rugbista a 15 argentino
- 14 giugno - Kevin McHale, attore, cantante e ballerino statunitense
- 14 giugno - Livio Nabab, ex calciatore francese
- 14 giugno - Muhammad Nashnoush, calciatore libico
- 14 giugno - Dayo Okeniyi, attore nigeriano
- 14 giugno - Alberto Pellegrini, schermidore italiano
- 14 giugno - Dagoberto Peña, cestista dominicano
- 14 giugno - Agathe Rousselle, attrice francese
- 14 giugno - Serhij Rudyka, ex calciatore ucraino
- 14 giugno - Lucca Staiger, ex cestista tedesco
- 14 giugno - Joshua Tuasulia, calciatore salomonese
- 14 giugno - Kévin Vinetot, calciatore francese
- 14 giugno - Anatolij Vlasičev, ex calciatore kirghiso
- 15 giugno - Barakat Al-Harthi, velocista omanita
- 15 giugno - Paulus Arajuuri, ex calciatore finlandese
- 15 giugno - Andrew Brace, arbitro di rugby a 15 irlandese
- 15 giugno - Jokin Esparza, ex calciatore spagnolo
- 15 giugno - Ezgi Eyüboğlu, attrice e modella turca
- 15 giugno - Hanna Folkesson, calciatrice svedese
- 15 giugno - Sione Fua, giocatore di football americano tongano
- 15 giugno - Donny Gorter, ex calciatore olandese
- 15 giugno - Ryūichi Hirashige, ex calciatore giapponese
- 15 giugno - Mohamed Zahid Hossain, calciatore bangladese
- 15 giugno - Jennie Johansson, ex nuotatrice svedese
- 15 giugno - Ruslan Korjan, ex calciatore russo
- 15 giugno - Jeff Ledbetter, cestista statunitense
- 15 giugno - Giovanni Legnani, nuotatore italiano
- 15 giugno - Marin Ljubičić, calciatore croato
- 15 giugno - Jake Locker, ex giocatore di football americano statunitense
- 15 giugno - Peter Polansky, tennista canadese
- 15 giugno - Patrick Reichelt, calciatore tedesco
- 15 giugno - Kim Tillie, cestista francese
- 15 giugno - Cristopher Toselli, calciatore cileno
- 15 giugno - Garrett Williamson, ex cestista statunitense
- 16 giugno - Banks, cantautrice statunitense
- 16 giugno - Emiliana Cantone, cantante italiana
- 16 giugno - Keshia Chanté, cantante, personaggio televisivo e attrice canadese
- 16 giugno - Davide Di Gennaro, calciatore italiano
- 16 giugno - Yordanys Durañona, triplista cubano
- 16 giugno - Luca Fondelli, pallanuotista italiano
- 16 giugno - Yannick Fonsat, velocista francese
- 16 giugno - Brad Gobright, alpinista statunitense († 2019)
- 16 giugno - Santiago González Iglesias, rugbista a 15 argentino
- 16 giugno - Jermaine Gresham, ex giocatore di football americano statunitense
- 16 giugno - Andre Holmes, giocatore di football americano statunitense
- 16 giugno - Tarık Langat Akdağ, siepista keniota
- 16 giugno - Pim Ligthart, dirigente sportivo, ex ciclista su strada e pistard olandese
- 16 giugno - Máté Lékai, pallamanista ungherese
- 16 giugno - Ernest Mabouka, ex calciatore camerunese
- 16 giugno - Mikita Meščarakoŭ, ex cestista bielorusso
- 16 giugno - Thierry Neuville, pilota di rally belga
- 16 giugno - Federica Onori, politica italiana
- 16 giugno - Nathan Parsons, attore statunitense
- 16 giugno - Matthieu Sans, ex calciatore francese
- 16 giugno - Oleksandr Sizov, cestista ucraino
- 16 giugno - Jonny Weston, attore statunitense
- 17 giugno - Daniel Nii Adjei, ex calciatore ghanese
- 17 giugno - Sam Baird, giocatore di snooker inglese
- 17 giugno - Marit Bouwmeester, velista olandese
- 17 giugno - Mateas Delić, calciatore croato
- 17 giugno - Shura, cantante, compositrice e produttrice discografica britannica
- 17 giugno - Dejan Djermanović, calciatore sloveno
- 17 giugno - Aline Frazão, cantante, compositrice e chitarrista angolana
- 17 giugno - Eric Irvin, giocatore di football americano statunitense
- 17 giugno - Jeon Hye-jin, attrice sudcoreana
- 17 giugno - Shaun MacDonald, calciatore gallese
- 17 giugno - A.J. Ogilvy, ex cestista australiano
- 17 giugno - Amiran P'ap'inashvili, judoka georgiano
- 17 giugno - Mark Payne, ex cestista statunitense
- 17 giugno - Stephanie Rice, ex nuotatrice australiana
- 17 giugno - Demba Savage, ex calciatore gambiano
- 17 giugno - Hugo Seco, calciatore portoghese
- 17 giugno - Rodney Wallace, ex calciatore costaricano
- 17 giugno - Marek Čanecký, ciclista su strada slovacco
- 18 giugno - Rashid Al-Mannai, triplista e altista qatariota
- 18 giugno - Jack Bassam Barakat, musicista statunitense
- 18 giugno - Isaac Becerra, ex calciatore spagnolo
- 18 giugno - Pierre Bengtsson, ex calciatore svedese
- 18 giugno - Martín Dedyn, ex calciatore argentino
- 18 giugno - Josh Dun, batterista statunitense
- 18 giugno - Osiris Eldridge, cestista statunitense
- 18 giugno - Gabriel Rodrigues de Moura, calciatore brasiliano
- 18 giugno - Massimiliano Ravalle, rugbista a 15 italiano
- 18 giugno - Patrick Rizzo, hockeista su ghiaccio italiano
- 18 giugno - Guillermo Roan, rugbista a 15 argentino
- 18 giugno - Islam Slimani, calciatore algerino
- 18 giugno - Andrij Volokitin, scacchista ucraino
- 19 giugno - Miloš Adamović, ex calciatore serbo
- 19 giugno - Rachel Furness, calciatrice nordirlandese
- 19 giugno - Cveta Kalejnska, scrittrice e modella bulgara
- 19 giugno - Jan Kovařík, calciatore ceco
- 19 giugno - Lune, cantante svedese
- 19 giugno - Federico Pereyra, pallavolista argentino
- 19 giugno - Oumar Pouye, calciatore senegalese
- 19 giugno - Aljaksandr Raeŭski, ex calciatore bielorusso
- 19 giugno - Marlon Zanotelli, cavaliere brasiliano
- 19 giugno - Jacob deGrom, giocatore di baseball statunitense
- 19 giugno - Aloísio dos Santos Gonçalves, ex calciatore brasiliano
- 20 giugno - Alex Caceres, artista marziale misto statunitense
- 20 giugno - Shefali Chowdhury, attrice gallese
- 20 giugno - Keegan Cooke, multiplista zimbabwese
- 20 giugno - Nicolás García, taekwondoka spagnolo
- 20 giugno - Filipe Matzembacher, regista, scrittore e sceneggiatore brasiliano
- 20 giugno - Matt Norman, ex giocatore di football americano canadese
- 20 giugno - Yarimar Rosa, pallavolista portoricana
- 20 giugno - Aishath Sausan, nuotatrice maldiviana
- 20 giugno - Stefan Sinovec, cestista serbo
- 20 giugno - Siri Dahl, attrice pornografica statunitense
- 20 giugno - Wendy van der Zanden, nuotatrice olandese
- 21 giugno - Andrea Di Fulvio, ex pallanuotista italiano
- 21 giugno - Beatrice Egli, cantante svizzera
- 21 giugno - Malcolm Grant, ex cestista statunitense
- 21 giugno - Nizar Khalfan, calciatore tanzaniano
- 21 giugno - Claudia Knack, pentatleta tedesca
- 21 giugno - Sanaz Marand, tennista statunitense
- 21 giugno - Mika Ojala, ex calciatore finlandese
- 21 giugno - Irene Pusterla, ex lunghista e triplista svizzera
- 21 giugno - Alejandro Ramírez, scacchista costaricano
- 21 giugno - Trevor Reekers, doppiatore e musicista olandese
- 21 giugno - Cristian Romaniello, politico e psicologo italiano
- 21 giugno - Erik Rush, cestista statunitense
- 21 giugno - Zdeněk Šmejkal, calciatore ceco
- 21 giugno - Mihret Topčagić, calciatore bosniaco
- 21 giugno - Paolo Tornaghi, ex calciatore italiano
- 21 giugno - Giuseppe Torromino, calciatore italiano
- 21 giugno - Isaac Vorsah, ex calciatore ghanese
- 21 giugno - Thaddeus Young, cestista statunitense
- 22 giugno - Vladimirs Bespalovs, ex calciatore e dirigente sportivo lettone
- 22 giugno - Anne Cecilie Brusletto, ex sciatrice alpina norvegese
- 22 giugno - Omri Casspi, ex cestista israeliano
- 22 giugno - Jon Diebler, ex cestista e dirigente sportivo statunitense
- 22 giugno - Portia Doubleday, attrice statunitense
- 22 giugno - Ekaterina Evseeva, ex altista kazaka
- 22 giugno - Dean Furman, calciatore sudafricano
- 22 giugno - Matt Janning, ex cestista statunitense
- 22 giugno - Manueli Kalou, calciatore figiano
- 22 giugno - Emir Kujović, ex calciatore montenegrino
- 22 giugno - Marek Kuzma, calciatore slovacco
- 22 giugno - Kieran Lee, ex calciatore inglese
- 22 giugno - Omar Montes, cantante, personaggio televisivo e ex pugile spagnolo
- 22 giugno - Nivaldo Rodrigues Ferreira, calciatore brasiliano
- 22 giugno - Pablo Palacios Alvarenga, calciatore paraguaiano
- 22 giugno - Darryl Sharpton, giocatore di football americano statunitense
- 22 giugno - Marko Stanojević, calciatore serbo
- 22 giugno - Mark Stewart, ex calciatore scozzese
- 22 giugno - Rokas Ūzas, cestista lituano
- 22 giugno - Sara Yuceil, ex calciatrice belga
- 23 giugno - Carlos Javier Acuña, calciatore paraguaiano
- 23 giugno - P. J. Boudousqué, attore statunitense
- 23 giugno - Dan Bucșa, ex calciatore rumeno
- 23 giugno - Adrian Chomiuk, ex calciatore polacco
- 23 giugno - Kevin Coghlan, pilota motociclistico britannico
- 23 giugno - Slaven Čupković, cestista serbo
- 23 giugno - Gabriel Farfán, ex calciatore statunitense
- 23 giugno - Michael Farfán, ex calciatore statunitense
- 23 giugno - Alex Green, giocatore di football americano statunitense
- 23 giugno - Isabell Herlovsen, calciatrice norvegese
- 23 giugno - Jasmine Kara, cantante svedese
- 23 giugno - Isabella Leong, cantante e attrice cinese
- 23 giugno - Donovan Deekman, ex calciatore olandese
- 23 giugno - Chellsie Memmel, ex ginnasta statunitense
- 23 giugno - Nick Murphy, musicista e cantante australiano
- 23 giugno - Anselmo Ramon, calciatore brasiliano
- 23 giugno - Simão Mate Junior, ex calciatore mozambicano
- 23 giugno - Andrej Sinicyn, ex calciatore russo
- 23 giugno - Aljaksandra Tarasava, cestista bielorussa
- 23 giugno - Torell Troup, giocatore di football americano statunitense
- 24 giugno - Ergün Berisha, ex calciatore svizzero
- 24 giugno - Thiago Carvalho, allenatore di calcio e ex calciatore brasiliano
- 24 giugno - Zainadine Júnior, calciatore mozambicano
- 24 giugno - Cho So-hyun, calciatrice sudcoreana
- 24 giugno - Branislav Danilović, calciatore serbo
- 24 giugno - Anna De la Forest, hockeista su ghiaccio italiana
- 24 giugno - Micheal Eric, cestista nigeriano
- 24 giugno - Espen Eskås, arbitro di calcio norvegese
- 24 giugno - Rodney Green, cestista statunitense
- 24 giugno - Francisco Mattia, calciatore argentino
- 24 giugno - Nichkhun, rapper, attore e modello thailandese
- 24 giugno - Dzjanis Obrazaŭ, ex calciatore bielorusso
- 24 giugno - Humberto Osorio, calciatore colombiano
- 24 giugno - Candice Patton, attrice statunitense
- 24 giugno - Dominic Pürcher, calciatore austriaco
- 24 giugno - Micah Richards, ex calciatore inglese
- 24 giugno - Ryan Sissons, triatleta neozelandese
- 24 giugno - Dominique Tipper, attrice e musicista britannica
- 24 giugno - Collen Warner, ex calciatore statunitense
- 25 giugno - Amy Brooke, attrice pornografica statunitense
- 25 giugno - Joy Cheek, ex cestista e allenatrice di pallacanestro statunitense
- 25 giugno - Jhonas Enroth, hockeista su ghiaccio svedese
- 25 giugno - Liliane Ferrarezi, modella brasiliana
- 25 giugno - Marc Gisin, ex sciatore alpino svizzero
- 25 giugno - Iago Herrerín, calciatore spagnolo
- 25 giugno - Therese Johaug, ex fondista e mezzofondista norvegese
- 25 giugno - Miguel Layún, ex calciatore messicano
- 25 giugno - Julien Mertine, schermidore francese
- 25 giugno - Ángel Montoro Sánchez, ex calciatore spagnolo
- 25 giugno - Olesja Stefanko, modella ucraina
- 25 giugno - Antun Palić, ex calciatore croato
- 25 giugno - Luis Pavez Contreras, calciatore cileno
- 25 giugno - Egor Silin, ex ciclista su strada russo
- 25 giugno - Rafa Sousa, calciatore portoghese
- 25 giugno - Judith Wyder, orientista svizzera
- 26 giugno - Stephen Arita, mezzofondista e maratoneta keniota
- 26 giugno - Andrew Bachelor, attore canadese
- 26 giugno - Tawonga Chimodzi, ex calciatore malawiano
- 26 giugno - Harold Correa, triplista francese
- 26 giugno - Anthony Dafaa, ex calciatore keniota
- 26 giugno - James Feldeine, cestista statunitense
- 26 giugno - Brandon Fusco, giocatore di football americano statunitense
- 26 giugno - Jérôme Gondorf, calciatore tedesco
- 26 giugno - Kristian Haug, ex sciatore alpino norvegese
- 26 giugno - Remy LaCroix, attrice pornografica statunitense
- 26 giugno - Klemen Lorbek, ex cestista sloveno
- 26 giugno - Christopher Mazdzer, slittinista statunitense
- 26 giugno - Glenn Roberts, calciatore norvegese
- 26 giugno - Guillermo Rodríguez, wrestler messicano
- 26 giugno - Óscar Salinas, calciatore cileno
- 26 giugno - Aleksej Spiridonov, pallavolista russo
- 26 giugno - Masakazu Tashiro, calciatore giapponese
- 26 giugno - Oleksandr Truš, danzatore ucraino
- 27 giugno - Miles Burris, ex giocatore di football americano e attore statunitense
- 27 giugno - Danny Coale, giocatore di football americano statunitense
- 27 giugno - Tomasz Cywka, ex calciatore polacco
- 27 giugno - Landry Fields, ex cestista e dirigente sportivo statunitense
- 27 giugno - Chisato Fukushima, velocista giapponese
- 27 giugno - Silviu Ilie, ex calciatore rumeno
- 27 giugno - Ivan Kovačec, calciatore croato
- 27 giugno - Alanna Masterson, attrice statunitense
- 27 giugno - Luka Mezgec, ciclista su strada e mountain biker sloveno
- 27 giugno - Célia Šašić, ex calciatrice tedesca
- 27 giugno - Matthew Špiranović, ex calciatore australiano
- 27 giugno - Julius Thomas, ex giocatore di football americano statunitense
- 27 giugno - Colin Tilley, regista statunitense
- 27 giugno - LaQuan Williams, ex giocatore di football americano statunitense
- 27 giugno - Yang Jin-sung, attrice sudcoreana
- 27 giugno - Kate Ziegler, ex nuotatrice statunitense
- 28 giugno - Aimone Alletti, pallavolista italiano
- 28 giugno - Alexandra Asimaki, pallanuotista greca
- 28 giugno - Leon Balogun, calciatore tedesco
- 28 giugno - Craig Braham-Barrett, calciatore montserratiano
- 28 giugno - Terrence Cody, giocatore di football americano statunitense
- 28 giugno - Volodymyr Dantes, cantante ucraino
- 28 giugno - Cade Davis, ex cestista statunitense
- 28 giugno - Lewis Duberry, calciatore montserratiano
- 28 giugno - Kevin Korona, bobbista e ex lunghista tedesco
- 28 giugno - Nikolaj Mihajlov, ex calciatore bulgaro
- 28 giugno - Olivier Nyokas, pallamanista della Repubblica Democratica del Congo
- 28 giugno - Alina Orlova, cantautrice lituana
- 28 giugno - Sophie Schmidt, calciatrice canadese
- 28 giugno - DeShawn Shead, giocatore di football americano statunitense
- 28 giugno - Markéta Sluková, giocatrice di beach volley ceca
- 28 giugno - Alessandra Tonelli, calciatrice italiana
- 28 giugno - Annandrea Vitrano, cabarettista, attrice e youtuber italiana
- 28 giugno - Kanon Wakeshima, cantante e violoncellista giapponese
- 28 giugno - Daniel Webber, attore australiano
- 29 giugno - Giovanni Agusto, cestista italiano
- 29 giugno - Éver Banega, calciatore argentino
- 29 giugno - Troy Deeney, allenatore di calcio e ex calciatore inglese
- 29 giugno - Egidijus Kavaliauskas, pugile lituano
- 29 giugno - Gzuz, rapper tedesco
- 29 giugno - Adrian Mannarino, tennista francese
- 29 giugno - Gabriele Morelli, rugbista a 15 italiano
- 29 giugno - Elnur Məmmədli, ex judoka azero
- 29 giugno - Andrea Negri, cestista italiano
- 29 giugno - Kamille, cantautrice, paroliera e produttrice discografica britannica
- 29 giugno - Martina Šindlerová, cantante slovacca
- 29 giugno - Dan Yakopo, rugbista a 15 e rugbista a 7 australiano
- 29 giugno - Azamat Zaseev, ex calciatore russo
- 30 giugno - Danijela Anđelić, pallavolista croata
- 30 giugno - Marte Berget, ex calciatrice norvegese
- 30 giugno - Draško Božović, calciatore montenegrino
- 30 giugno - Tyler Cain, ex cestista statunitense
- 30 giugno - Pierdavide Carone, cantautore italiano
- 30 giugno - Alex Cazumba, calciatore brasiliano
- 30 giugno - Vinny Curry, giocatore di football americano statunitense
- 30 giugno - Tommaso D'Apice, ex rugbista a 15 italiano
- 30 giugno - Natasha Dowie, ex calciatrice inglese
- 30 giugno - Adil El Arbi e Bilall Fallah, regista e sceneggiatore belga
- 30 giugno - Manuela Furlan, ex rugbista a 15 italiana
- 30 giugno - Roberto Lacalendola, pilota motociclistico italiano
- 30 giugno - Mario Leitgeb, calciatore austriaco
- 30 giugno - Joachim Mununga, allenatore di calcio e ex calciatore congolese (Repubblica Democratica del Congo)
- 30 giugno - Sean Marquette, attore e doppiatore statunitense
- 30 giugno - Joe Mazzulla, allenatore di pallacanestro e ex cestista statunitense
- 30 giugno - Paulina Mikuła, giornalista, manager e youtuber polacca
- 30 giugno - Franco Segovia, calciatore cileno
- 30 giugno - Deep Sengupta, scacchista indiano
- 30 giugno - Marko Vidović, ex calciatore serbo